# نفرین

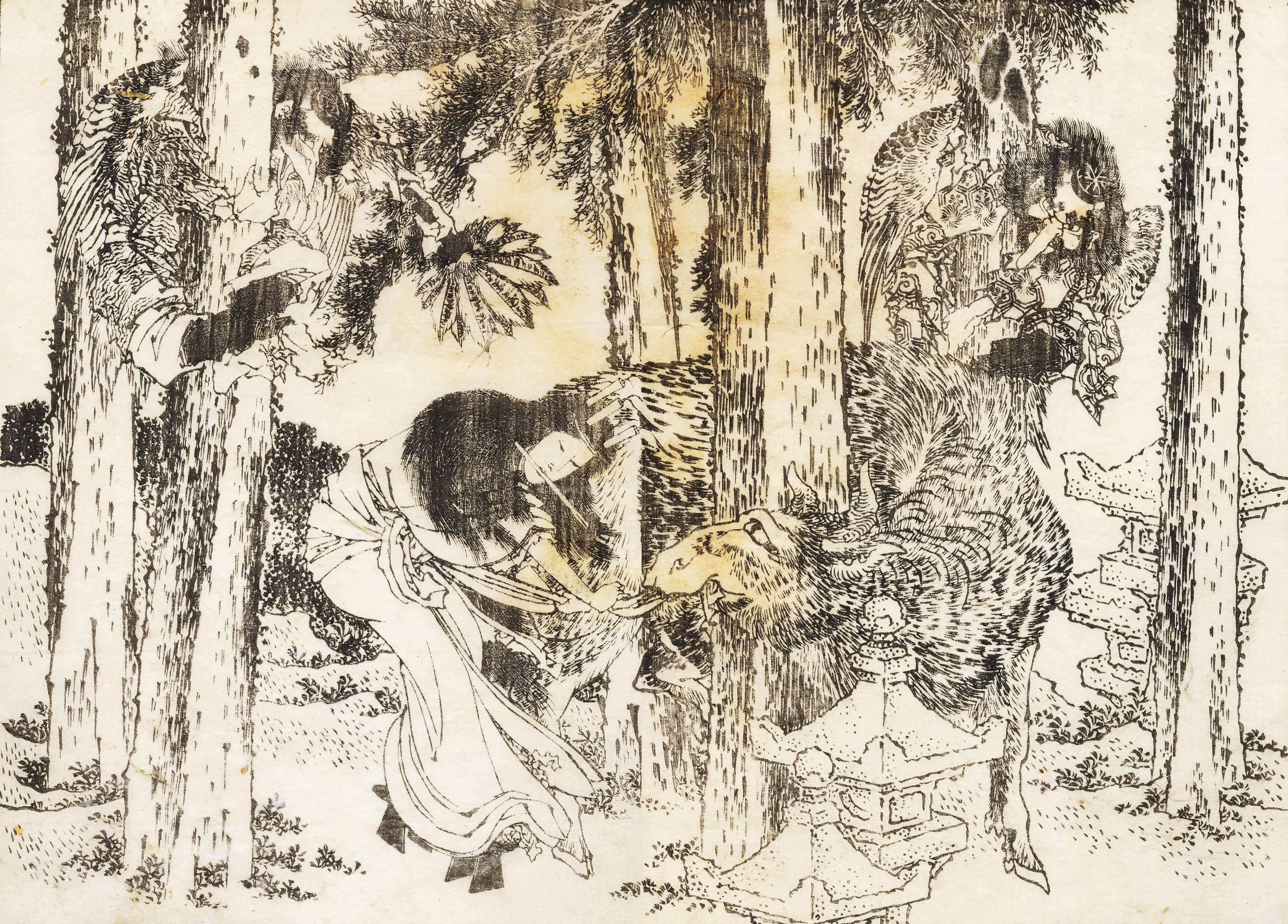
تصویری که در آن یک زن را در حال نفرین نمایش می‌دهد

نفرین به معنی دعای بد یا آرزو کردن وقوع حوادث ناگوار برای یک شخص یا چیز است.نفرین نام‌هایش چندین بار در افسانه گفته شده و در فیلم ها ‌انیمیشن‌ها و انیمه٬ها و سریال‌های متعددی آمده است.

## نفرین در قرآن
برخلاف دعا درخواست عذاب و ناراحتی برای کسی به صورت نفرین مطرح میگردد در قرآن کریم مواردی از نفرین وجود دارد که در زیر به بخشی از آنها اشاره می‌گردد:
۱-ویل للذین کفروا۳۷مریم
۲-ویل لکل همزه لمزه ۱همزه
۳-ویل لکل افاک اثیم۷جاثیه
۴-ویل للمصلین ۱مطففین